# Nueva Helvecia

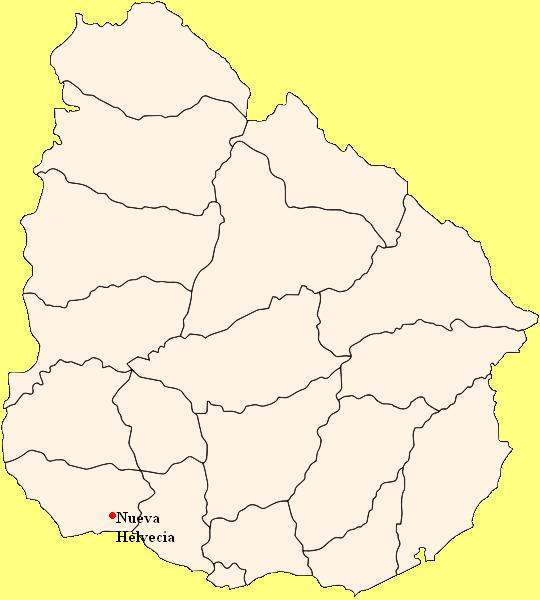
Situació geogràfica de Nueva Helvecia.

Nueva Helvecia (antigament coneguda com a Colonia Suiza) és una ciutat de l'Uruguai, situada al sud-est del departament de Colonia, a 120 quilòmetres a l'oest de la capital nacional, Montevideo.
Durant el 1861 van arribar a aquesta zona les primeres onades migratòries des d'Europa, en la seva majoria suïssos. El 25 d'abril de 1862 es registra el major nombre d'arribada d'emigrants, dia que es pren com fundació de la ciutat. La colònia es va anar consolidant i el treball agrícola es va convertir en una de les seves principals bases de suport, especialment la lleteria. El 26 de maig de 1894 es va promulgar la llei de declaració de Poble.
La forta crisi econòmica que en aquell moment travessava Suïssa va obligar a molts dels seus ciutadans a buscar millors possibilitats a l'exterior. Amèrica representava una possibilitat de prosperitat i progrés, i en concret l'Uruguai oferia una gamma d'alternatives als immigrants, no només per la seva estabilitat i hegemonia, sinó perquè a més disposava de grans propietats rurals. Prova d'això és la construcció dels primers habitatges en el litoral oest, als departaments de Colonia i Soriano, destinats a l'explotació agrícola i ramadera.

## Demografia
Nueva Helvecia té una població de 9.607 habitants (2004), majoritàriament descendents de suïssos, encara que també d'austríacs, francesos i alemanys. Els habitants han mantingut fins al dia d'avui els costums i tradicions heretades. Són diverses les agrupacions que encara segueixen practicant danses dels seus avantpassats.

## Història
La ciutat, si bé situada a l'Uruguai, comparteix una sèrie de trets i similituds amb Europa, principalment amb Suïssa, Alemanya i França, com a resultat del seu estret vincle amb el monopoli cultural i social d'aquests països.
La festa de l'1 d'agost, celebrada pels suïssos, és també notòria a Nueva Helvecia. Així mateix, la commemoració entorn de l'aniversari de la Confederació Suïssa s'estén fins i tot durant un període de trenta dies, començant amb la tradicional crida de les esglésies catòlica i evangèlica, i culminant amb un esmorzar d'estil familiar en el que es reuneixen autoritats departamentals i nacionals.
D'altra banda, un aspecte rellevant de l'arquitectura de Nueva Helvecia és que, a diferència del que ocorre en altres ciutats uruguaianes, en aquest con urbà és possible apreciar un disseny de naturalesa heràldica, en el qual cada edificació porta un escut simbòlic en referència als diferents cantons suïssos des d'on van arribar els primers pobladors de la metròpoli. No és menys important el fet que a Nueva Helvecia predomina una gastronomia distinta, més arrelada a l'Europa central, on hi destaquen una àmplia varietat de formatges, lactis i els seus derivats.
El famós formatge "colònia", així com el dambo, van ser introduïts el 1868 per Juan Teófilo Karlen, d'origen suís, i que al costat de la seva família s'establiria a Nueva Helvecia per a donar començament a una nova cultura i un estil culinari fins aleshores bastant aliè al coneixement de la població local.

## Personalitats
- Pedro Ignacio Wolcan Olano, (1953) bisbe de Tacuarembó